# Футуродизайн

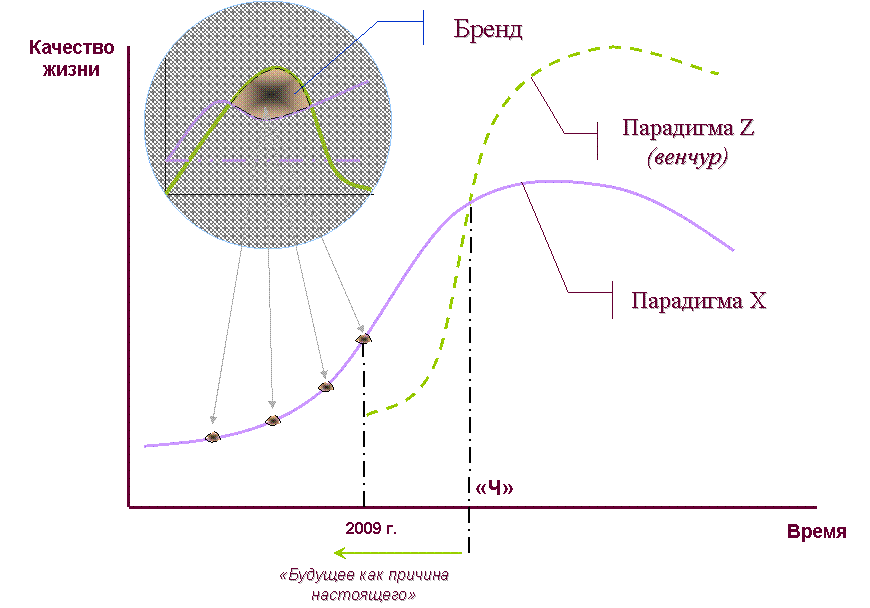
Стратегия «будущее как причина настоящего» (инновация как источник новых смыслов)

Футуродизайн (от англ. future design — «дизайн будущего») — направление проектной философии, превентивно разрабатывающее проектные доктрины и концепции, адекватные смыслам будущего.
Подход футуродизайна основан на проектном прогнозировании эволюции технологий, социальных и культурных изменений в обществе (см. Проектная социология), адекватных смыслам гармоничного будущего..
В рамках футуродизайна проектирование решений является упредительным, то есть оно предназначено не для немедленного внедрения, а намечает перспективные стратегии жизнедеятельности и миссии, призванные дать (мифо)образы решений для продуктов, технологий и в целом среды обитания, адекватные гармоничному будущему. В целом, футуродизайн понимает проект как способ и форму манифестации новых смыслов.
Отдалённость футуродизайна от коммерческой выгоды рассматривается как важная его особенность, которая должна способствовать изменению фокуса … дизайна в целом с рыночных (экономических, производственных, эксплуатационных) аспектов на общественные, культурные и экологические аспекты и общественное процветание в целом.
Одним из критериев, по которому оценивается эффективность решений в футуродизайне до их воплощения, является прирост качества жизни.